# Loguin
Loguin, également dénommé Logué, est une commune située dans le département de Yaba de la province du Nayala au Burkina Faso.

## Éducation et santé
La commune accueille un dispensaire isolé tandis que le centre de santé et de promotion sociale (CSPS) le plus proche est celui de Yaba et que le centre médical avec antenne chirurgicale (CMA) se trouve à Toma.